# Pallacanestro ai VI Giochi del Mediterraneo
Il torneo di pallacanestro ai VI Giochi del Mediterraneo si è svolto nel 1971 a Smirne.

## Podio
| - | Paese      | Formazione |
| - | ---------- | --- |
|   | Jugoslavia | Jugoslavia4 Georgievski, 5 Kićanović, 6 Jelovac, 7 Bizjak, 8 Damjanović, 9 Tasec, 11 Zečević, 12 Šolman, 13 Latifić, 14 Nestorović, 15 Marović, All. -                  |
|   | Turchia    | |
|   | Grecia     | GreciaMparlas, Christoforou, Diamantopoulos, Giannouzakos, Iordanidīs, Katsafados, Kontos, Mpogatsiōtīs, Politīs, Raftopoulos, Stamelos, Trontzos, All. Themīs Cholevas |